# Paspalum cinerascens
Paspalum cinerascens är en gräsart som först beskrevs av Johann es Christoph Christian Döll, och fick sitt nu gällande namn av Alasdair Graham Burman och M.Bastos. Paspalum cinerascens ingår i släktet tvillinghirser, och familjen gräs. Inga underarter finns listade i Catalogue of Life.